# Springlake
Springlake es un pueblo ubicado en el condado de Lamb en el estado estadounidense de Texas. En el Censo de 2010 tenía una población de 108 habitantes y una densidad poblacional de 40,56 personas por km².

## Geografía
Springlake se encuentra ubicado en las coordenadas 34°13′54″N 102°18′21″O / 34.23167, -102.30583. Según la Oficina del Censo de los Estados Unidos, Springlake tiene una superficie total de 2.66 km², de la cual 2.66 km² corresponden a tierra firme y (0%) 0 km² es agua.

## Demografía
Según el censo de 2010, había 108 personas residiendo en Springlake. La densidad de población era de 40,56 hab./km². De los 108 habitantes, Springlake estaba compuesto por el 83.33% blancos, el 1.85% eran afroamericanos, el 0% eran amerindios, el 0% eran asiáticos, el 0% eran isleños del Pacífico, el 12.04% eran de otras razas y el 2.78% pertenecían a dos o más razas. Del total de la población el 23.15% eran hispanos o latinos de cualquier raza.